# Trzcińsk
Trzcińsk – wieś kociewska w Polsce położona w województwie pomorskim, w powiecie starogardzkim, w gminie Starogard Gdański przy drodze wojewódzkiej nr . Na wzgórzu Skolinek mieści się duża "stacja linii radiowych", błędnie nazywana "wieżą telewizyjną".
W latach 1975–1998 miejscowość administracyjnie należała do województwa gdańskiego.

## Wsie w pobliżu
Kokoszkowy
Ciecholewy
Janin
Siwiałka